# Anima dannata
Anima dannata è un busto realizzato nel 1619 da Gian Lorenzo Bernini. Come Rudolf Wittkower scriveva, la statua è conservata al Palazzo di Spagna di Roma, sede dell'ambasciata spagnola e anche noto come Palazzo Monaldeschi.
L'artista Massimiliano Soldani-Benzi realizzò una copia bronzea del busto, tra il 1705 e il 1707, appartenente alla collezione Liechtenstein.
Un'espressione così incisiva e violenta non era mai stata sperimentata nel mondo dell'arte prima del tentativo di Bernini. Quest'opera è contrapposta ad un altro busto, quello dell'Anima beata: le due sculture insieme, infatti, sono l'esempio delle anime condannate alla dannazione eterna e di quelle salve dei beati. Anima dannata rappresenta "un giovane oppresso dal tormento, che guarda in basso, come se stesse osservando, e contemporaneamente sentendo, gli orrori dell'inferno."
Recenti studi hanno però ipotizzato che non si tratti della raffigurazione di un soggetto cristiano, bensì di quella di un satiro.
L'espressione è caratterizzata dagli occhi sbarrati, dalle sopracciglia alte e dalla bocca spalancata: tutti questi attributi conferiscono al volto della giovane anima un'espressione di sorpresa mista a terrore.